# Ross Powers
Ross Powers, né le 10 février 1979 à Bennington, est un snowboardeur américain spécialisé tout d'abord dans le half-pipe avant de s'adonner au snowboardcross. 
Au cours de sa carrière, il a remporté deux médailles olympiques, l'or en 2002 et le bronze en 1998 en half-pipe. Aux mondiaux, il y a également remporté le titre mondial en 1997 en half pipe. Enfin, en coupe du monde, il remporte à deux reprises le classement de half pipe en 1996 et 1999, il y compte vingt-trois podiums dont neuf victoires.

## Palmarès

### Jeux olympiques d'hiver
| Édition/Discipline | Half pipe |
| JO 1998            | Bronze    |
| JO 2002            | Or        |

### Championnats du monde
| Édition/Discipline | Half pipe | Snowboardcross |
| Mondiaux 1997      | Or        | -              |
| Mondiaux 1997      | 10e       | 23e            |

### Coupe du monde
- 2 petits globe de cristal :
  - Vainqueur du classement half pipe en 1996 et 1999.
- Meilleur classement général : 3e en 1999.
- 23 podiums dont 9 victoires (21 podiums et 9 victoires en half pipe, 2 podiums en snowboardcross).